# دان بروس
دانیل دان بروس (به انگلیسی: Daniel "Dan" Burros(۵) مارس ۱۹۳۷–۳۱ اکتبر ۱۹۶۵) یک آمریکایی یهودی‌تبار بود که در زمانی عضو حزب نازی آمریکا بود. بعد از اختلاف با جرج لینکلن راکول رهبر گروه، او به شاخه نیویورک کلان‌های متحد آمریکا پیوست که یکی از خشن‌ترین گروه‌های کوکلاکس کلان در زمان خود بود. نقش او جذب نیروهای جدید به کلان بود.
دان بروس در سال ۱۹۶۵ و بعد از اینکه یهودی‌تبار بودن او علنی شد خودکشی کرد. او با شلیک دو گلوله به سینه و سپس سر، به زندگی خود پایان داد. گزارش شده که در هنگام مرگ به موسیقی واگنر گوش می‌داده‌است.

## زندگی‌نامه
دان بروس، فرزند جرج و استر بروس، در محله کویینز شهر نیویورک به دنیا آمد. در دبیرستان هوش او بالاتر از حد متوسط ارزیابی شد و او در بیشتر درس‌ها استعداد زیادی نشان می‌داد. بروس ورزشکار نبود و دید چشمش ضعیف بود.
دان بروس در جوانی به عضویت حزب نازی آمریکا به رهبری جرج لینکلن راکول درآمد. راکول سیاست ناسیونال سوسیالیسم را در پیش گرفت زیرا اعتقاد داشت که این سیاست همان ملی‌گرایی سفیدپوستان است. او از کشتن آلمانی‌ها در جنگ جهانی دوم ابراز پشیمانی کرد زیرا اعتقاد داشت که دشمن مشترکی به نام یهودیان با آنها دارد.
بعضی از اعضای حزب نازی آمریکا نسبت به یهودی بودن دان بروس مشکوک بودند. رفتار عجیب او شک‌های زیادی نسبت به او برانگیخته بود. دان بروس بعضی اوقات غذاهای یهودی به حزب نازی می‌آورد و با زنان یهودی رابطه داشت. دان بروس در یک زمان ایده‌ای مطرح کرد که دوست دارد یک پیانو را طوری تغییر دهد تا با زدن کلیدهای پیانو به یک قربانی یهودی شوک الکتریکی داده شود. او همچنین گاهی اوقات صابونی با خود حمل می‌کرد که بر روی آن نوشته شده بود که از بهترین چربی یهودی ساخته شده‌است.
یهودی بودن بروس توسط مقاله‌ای در روزنامه نیویورک تایمز به نوشته جان مک کندلیش علنی شد. مک کندلیش یک مسیحی اوانجلیست بود که تصمیم داشت به بروس کمک کند از نازی‌ها فاصله بگیرد. بعد از اینکه در اینکار موفق نشد تصمیم گرفت که یهودی بودن او را علنی کند. بعد از چاپ شدن این مقاله دان بروس با فاصله زمانی کمی خودکشی کرد.
داستان بروس که یک یهودی نازی بود در چندین کتاب و فیلم تصویر شده‌است. دان بروس تنها عضو یهودی حزب نازی آمریکا نبود. لئونارد هولستین نیز که در شعبه لس آنجلس فعالیت می‌کرد دارای وضعیتی شبیه او بود.